# Maritime Squadron of the Armed Forces of Malta

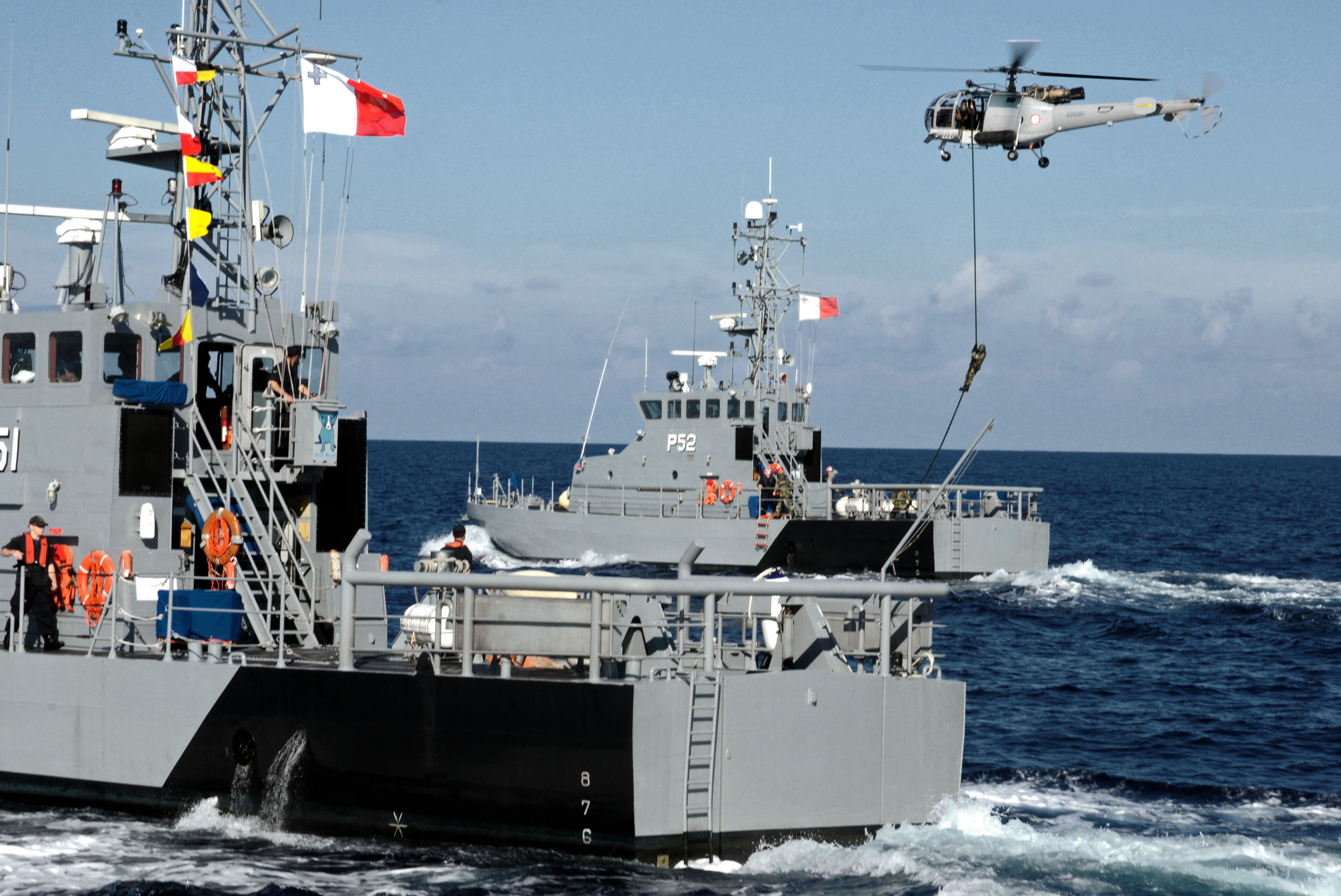
Łodzie patrolowe typu Protector na antypirackiej misji treningowej w 2011 roku.

Maritime Squadron of the Armed Forces of Malta (malt. Skwadra Marittima tal-Forzi Armati ta' Malta, pol. Morski Dywizjon Sił Zbrojnych Malty) – nawodna jednostka maltańskich sił zbrojnych. Dywizjon Morski jest odpowiedzialny za bezpieczeństwo maltańskich wód terytorialnych, nadzór i egzekwowanie prawa na ich terenie, jak też akcje poszukiwawcze i ratownicze. Jednostka stacjonuje w Hay Wharf we Florianie.
Jednostka została utworzona w listopadzie 1970 roku jako Morski Oddział Sił Lądowych Malty (Maritime Troop of the Malta Land Force). Jego nazwa zmieniała się kilkakrotnie:
- Maritime Troop of the Malta Land Force (Morski Oddział Sił Lądowych Malty) (1970–1971)
- 1st (Maritime) Battery of the Malta Land Force (1. (Morska) Bateria Sił Lądowych Malty) (1971–1973)
- 1st (Maritime) Battery of the Armed Forces of Malta (1. (Morska) Bateria Sił Zbrojnych Malty) (1973–1980)
- Maritime Squadron of the Armed Forces of Malta (Morski Dywizjon Sił Zbrojnych Malty) (1980–teraz)[1]

## Historia

### Czasy Zakonu Maltańskiego
Pierwsza flota maltańska zbudowana została za rządów rycerzy św. Jana. Była to potężna flota wojenna, z okrętami takimi jak „Santa Anna”. Zakon, kiedy stacjonował na Malcie, brał udział w różnych morskich wyprawach przeciwko Imperium Osmańskiemu, najgłośniejsze z nich to bitwa pod Lepanto w roku 1571 oraz bitwa w Cieśninie Dardanelskiej w roku 1656. W wieku XVII i początkiem XVIII maltańskie statki brały również udział w korsarskich wyprawach przeciwko statkom muzułmańskim. W końcu korsarstwo upadło, i Zakon stał się słabszy i biedniejszy, więc nic dziwnego, że w roku 1798 Napoleon wylądował na Malcie przy jedynie niewielkim oporze rycerzy. Flota Zakonu, w tym okręty liniowe „San Zaccharia” oraz „San Giovanni”, została włączona do floty francuskiej, i Malta nie miała już swoich własnych sił morskich.

### Rządy Brytyjczyków
Wkrótce po zajęciu wyspy przez Brytyjczyków, Flota Śródziemnomorska Royal Navy przeniosła swą bazę na Maltę. Malta, ze względu na jej porty i strategiczne położenie, stała się centrum działalności Royal Navy w tym rejonie, i pozostała nim do lat 60. XX wieku. Z tej racji o Maltę toczyły się ciężkie walki powietrzno-morskie podczas II wojny światowej. Flota Śródziemnomorska została rozwiązana w roku 1967. 

### Niezależność
Trzy lata później, po ponad 150 latach, powstały pierwsze maltańskie siły morskie. W roku 1970 powołany został do życia Maritime Troop of the Malta Land Force (Morski Oddział Sił Lądowych Malty), i w styczniu 1971 roku przekazne zostały Maltańczykom przez United States Coast Guard dwie szybkie łodzie patrolowe typu Swift. W lipcu 1971 roku jednostka została przemianowana na 1st (Maritime) Battery of the Malta Land Force (1. (Morska) Bateria Sił Lądowych Malty) i została zakwaterowana w Senglei. W tej samej dekadzie liczba okrętów patrolowych w jednostce wzrosła za sprawą Niemiec Zachodnich i Libii, które przekazały Malcie kilka swoich byłych jednostek motorowych straży celnej. W roku 1973 Bateria Morska przejęła statek zbudowany na Malcie dla straży celnej.

### Współczesność
W roku 1977 bateria przeniesiona została do swojej obecnej bazy w Hay Wharf (malt. Xatt it-Tiben). W roku 1978 Brytyjczycy podarowali Malcie dwie motorowe łodzie poszukiwawczo-ratownicze, a w 1979 opuścili Maltę całkowicie, przekazując baterii wszystkie swoje dotychczasowe obowiązki. 1 kwietnia 1980 roku bateria została przemianowana na Maritime Squadron of the Armed Forces of Malta (Morski Dywizjon Sił Zbrojnych Malty), i pod tą nazwa istnieje do dzisiaj. W latach 80. i 90. XX wieku dalsze jednostki pływające przekazane zostały Malcie przez Jugosławię, Stany Zjednoczone i  Włochy. 

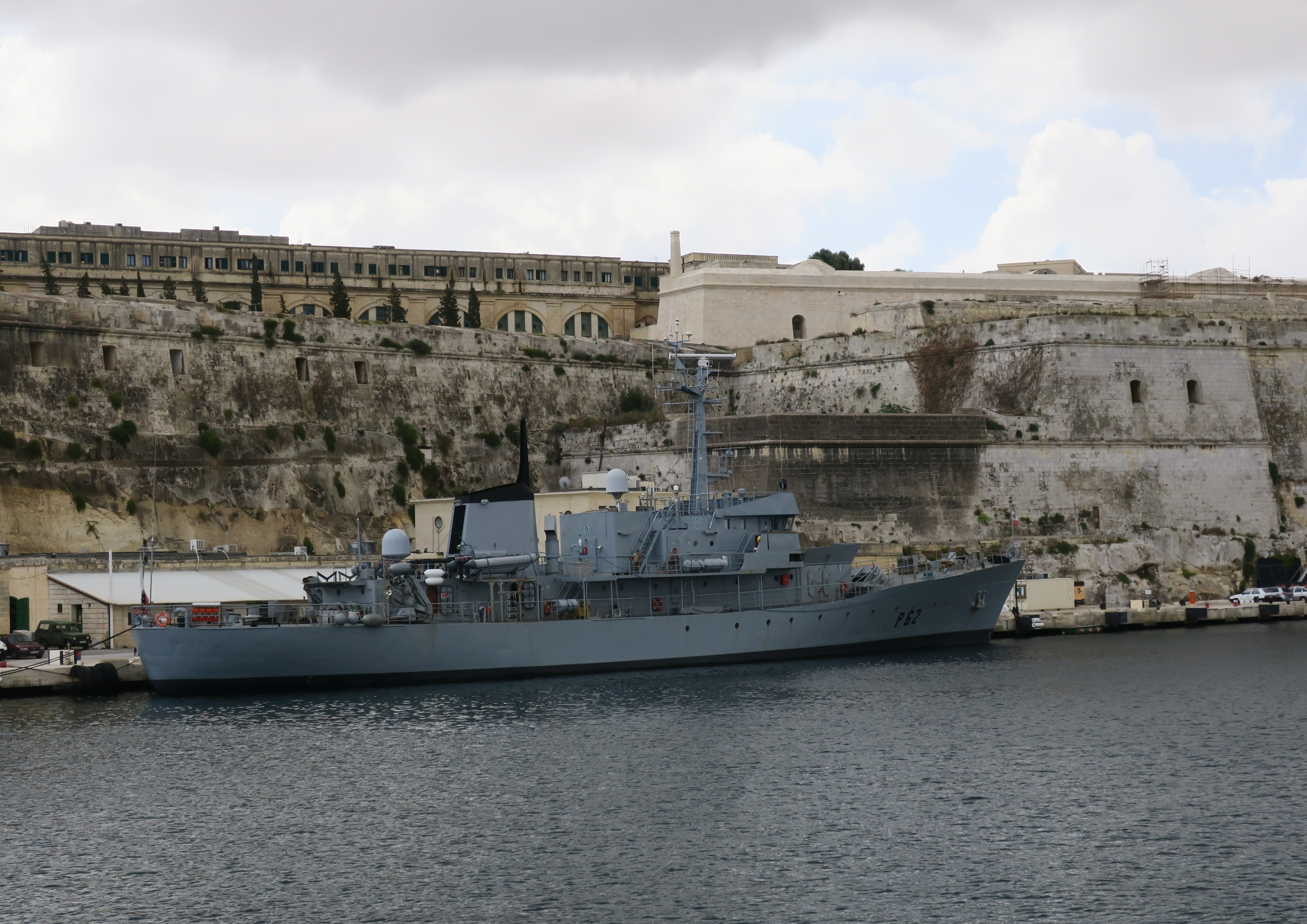
P62 w Hay Wharf

Malta zakupiła jednostki pływające po raz pierwszy w roku 1992, były to wschodnioniemieckie trałowce i okręty patrolowe kupione z Niemiec. Jednostki te, typu Swift, Kondor i Bremse, z lat 60. i 70. ubiegłego wieku, zostały wszystkie wycofane z użycia w latach 2004–2012, i zastąpione nowymi.
18 lutego 2015 ogłoszono, że okręt patrolowy typu Emer LÉ „Aoife” mogłby zostać przekazany Malcie przez irlandzką marynarkę wojenną na krótki okres, do momentu zakupu przez Maltę nowego patrolowca. Został on wprowadzony do służby w AFM 28 czerwca 2015 roku jako P62.
W połowie 2015 roku rozpoczęto przebudowę bazy dywizjonu w Hay Wharf we Florianie. Modernizacja objęła budowę pomieszczenia kontroli granicznej, obiektów treningowych, urządzenia do szybkiego wodowania łodzi, oraz nowoczesnych pokoi zakwaterowania personelu. Nowa baza została oddana do użytku w styczniu 2016 roku. Jej budowa kosztowała 5,5 miliona euro.

### Tragedia C23

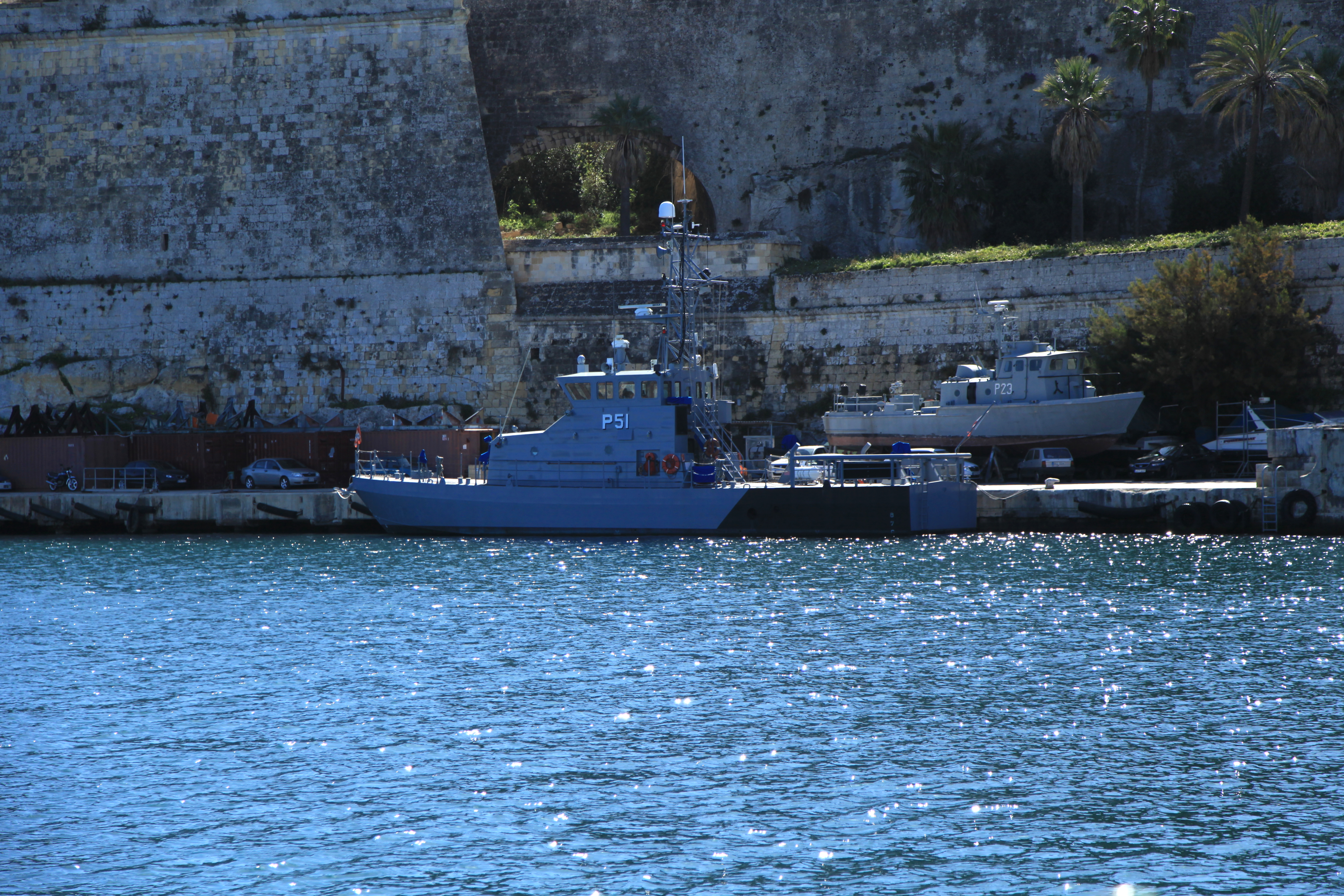
Po wycofaniu ze służby, „P23” (poprzednio „C23”) pozostała w Hay Wharf jako pomnik ofiar tragedii.

Największa tragedia w czasie pokoju dotknęła siły zbrojne Malty 7 września 1984 roku. C23, okręt patrolowy typu Swift, wywoził wyprodukowane nielegalnie fajerwerki z Qala na Gozo. W trakcie transportu nastąpił ich wybuch, prawdopodobnie od iskry spowodowanej przez zamykany luk. Eksplozja zabiła siedem osób (pięciu żołnierzy i dwóch policjantów). Ofiarami byli:
- Bombardier Francis Borg (36) z Ħamrun
- Private Anthony Farrugia (27) z Żejtun
- Bombardier Joseph Pace (36) z Santa Venera
- Gunner William Simpson (36) z Lija
- Private Anthony Vella (20) z Għajnsielem
- Police Constable Joseph Hare (24) ze Sliemy
- Police Sergeant Saviour Muscat (30) z Birkirkary[1]

Nigdy nie znaleziono ciał Francisa Borga i Anthony’ego Farrugii. Jedyną osobą, która przeżyła eksplozję był private Emmanuel Montesin (lat 21) z Paoli, który doprowadził poważnie uszkodzoną jednostkę na Comino, mimo iż sam odniósł obrażenia. Następnego dnia odbył się na koszt państwa pogrzeb ofiar, i ogłoszono dzień żałoby narodowej. Od tego czasu fajerwerki przewożone są jedynie na barkach holowanych przez łodzie.
Okręt patrolowy naprawiono i przywrócono do służby, później zmieniono jego numer taktyczny na P23. W roku 2004 oraz 2009 miały miejsce uroczystości w, odpowiednio, 20. i 25. rocznicę tragedii. P23 pozostał w służbie do roku 2010, następnie Siły Zbrojne Malty zachowały go jako pomnik. Sam pomnik zbudowany został w Hay Wharf wkrótce po targedii. W roku 2009, w 25. jej rocznicę, odsłonięto nowy. W Muzeum Morskim w San Diego również znajduje się pomnik m.in. tym, którzy zginęli w tragedii – jest to zachowana siostrzana łódź P23, nosząca w czasie służby na Malcie numer taktyczny P24.

## Aktualna struktura jednostki

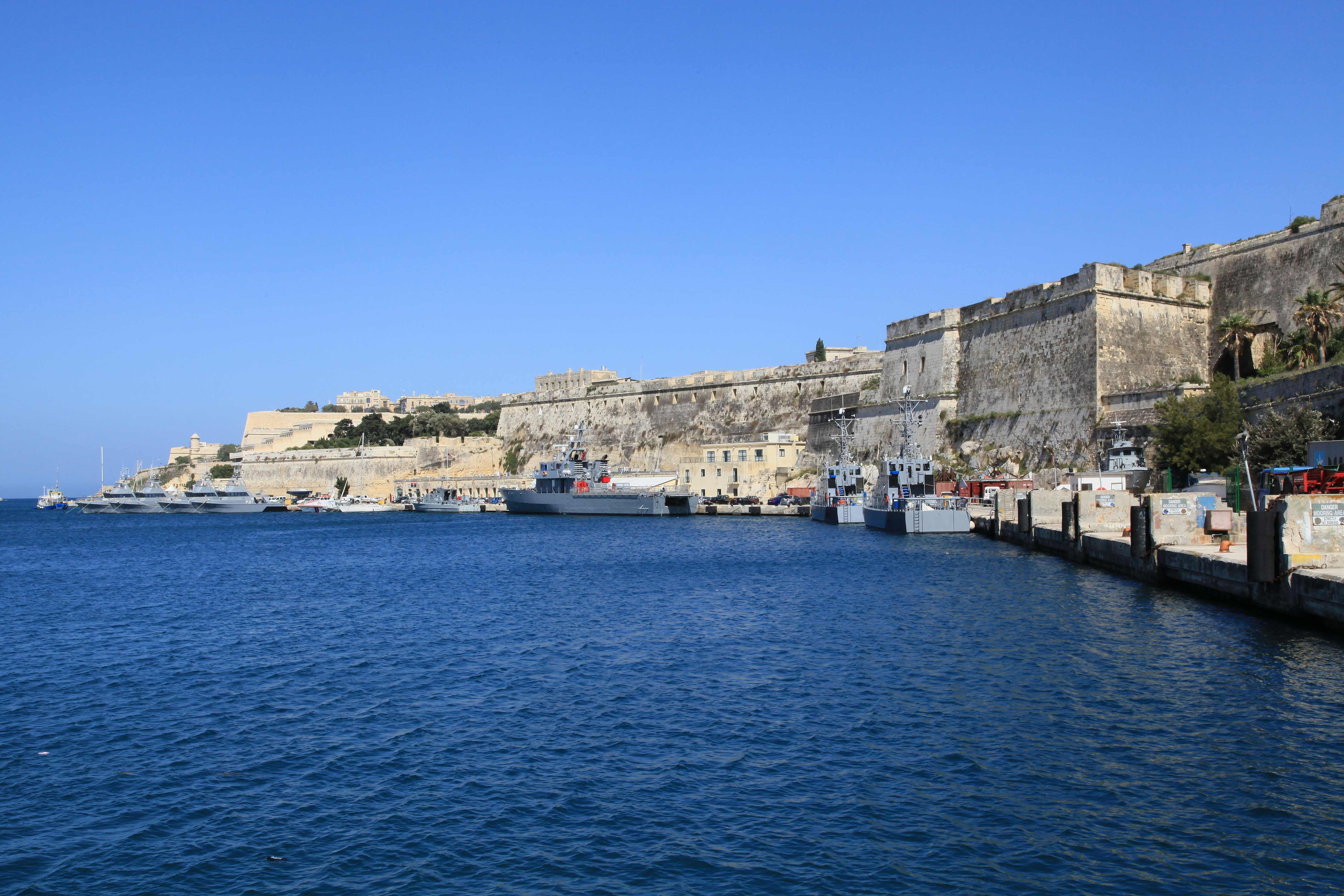
Baza AFM w Hay Wharf.

### Komenda główna
Dowództwo komendy głównej jest odpowiedzialne za bezpieczeństwo bazy, transport i wszystko, co jest niezbędne do utrzymania jednostek patrolowych przez cały rok. Wchodzi w to również zapewnienie paliwa i amunicji.

### Komenda operacji morskich
Dowództwo morskie używa przybrzeżnych okrętów patrolowych typu Protector P51 i P52, oraz zmodyfikowanego przybrzeżnego okrętu patrolowego typu Diciotti P61, flagowego okrętu maltańskiej marynarki wojennej. Dowództwo morskie używało poprzednio od 1992 roku okrętów patrolowych wschodnioniemieckiego typu Kondor-I: P29, P30 i P31, do czasu wycofania ich ze służby w roku 2004.

### Komenda operacji przybrzeżnych
Dowództwo przybrzeżne dysponuje czterema okrętami patrolowymi typu Austal, jak również poszukiwawczo-ratunkowymi łodziami motorowymi „Melita I” i „Melita II”. W jego skład wchodzi też Pluton Szybkiego Reagowania, operujący przy użyciu dowolnego statku dowództwa przybrzeżnego, szybkiej łodzi przechwytującej P01 lub też samolotu ze Skrzydła Lotniczego.

### Komenda G

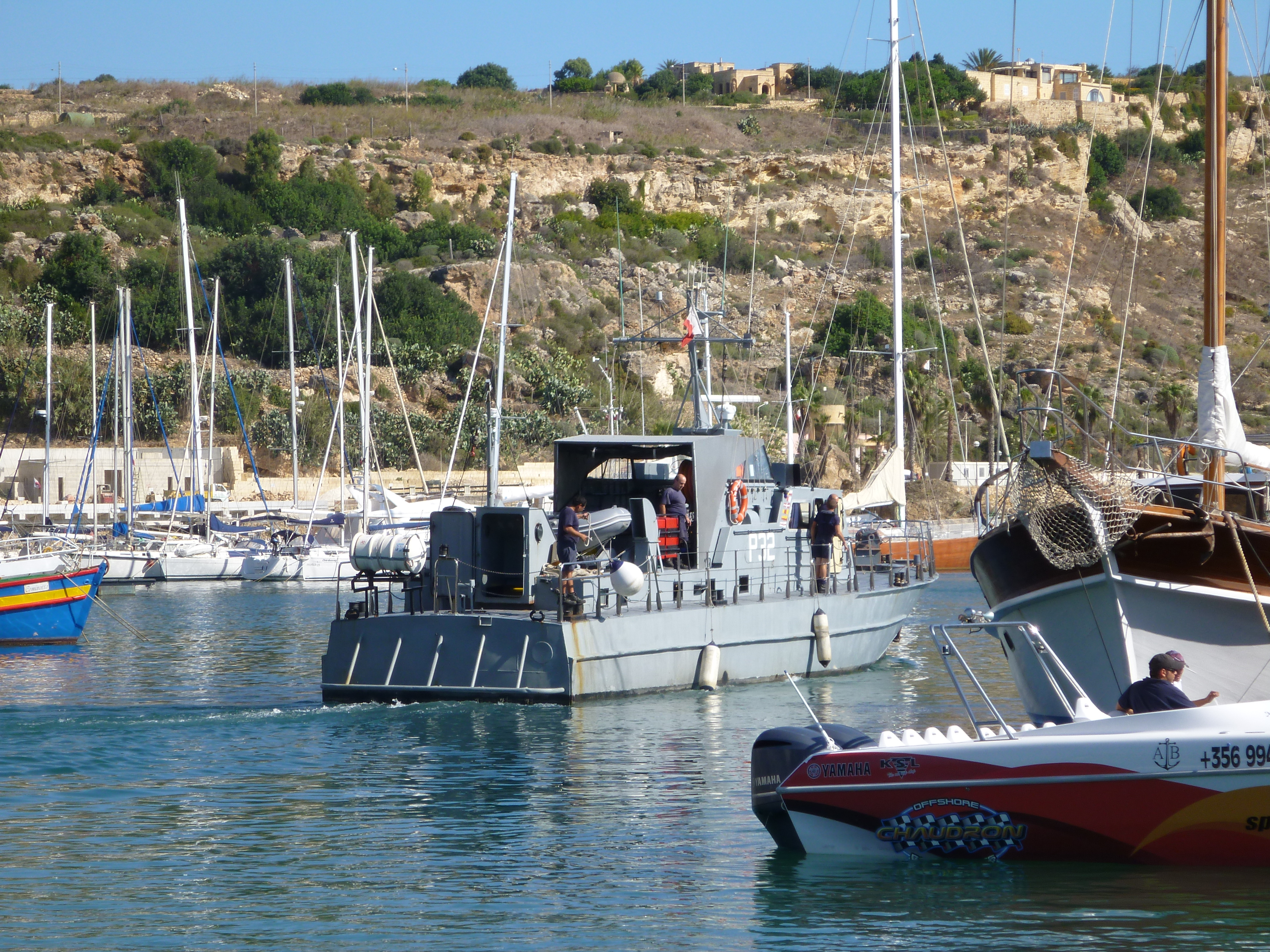
Okręt patrolowy „P32” w porcie Mġarr na Gozo.

Komenda G jest odpowiedzialna za działalność wojskową na wyspie Gozo. Oddział lądowy składa się z plutonu, który zapewnia pomoc policji maltańskiej oraz różnym departamentom rządowym, jak też zabezpiecza terytorialną integralność Gozo. Oddział morski składał się z trzech załóg operujących na okręcie patrolowym typu Bremse P32. W roku 2012 P32 został wycofany ze służby, aktualnie Komenda G ma do dyspozycji łódź poszukiwawczo-ratowniczą typu Melita oraz przybrzeżny okręt patrolowy typu Defender.

### Komenda wsparcia
Dowództwo wsparcia jest odpowiedzialne za utrzymanie jednostek pływających i sprzętu morskiego. Obejmuje to również zarządzanie sprzętem i dostawami.

## Aktywne jednostki pływające Sił Zbrojnych Malty (AFM)
Jednostki w służbie aktywnej (stan w roku 2015):
| Typ                                                 | Zdjęcie                                  | Oznaczenie                               | Pochodzenie                              | Początek służby w AFM                    | Informacje dodatkowe |                                          |
| Motorowe łodzie poszukiwawczo-ratownicze            | Motorowe łodzie poszukiwawczo-ratownicze | Motorowe łodzie poszukiwawczo-ratownicze | Motorowe łodzie poszukiwawczo-ratownicze | Motorowe łodzie poszukiwawczo-ratownicze | Motorowe łodzie poszukiwawczo-ratownicze | Motorowe łodzie poszukiwawczo-ratownicze |
| --------------------------------------------------- | ---------------------------------------- | ---------------------------------------- | ---------------------------------------- | ---------------------------------------- | --- | ---------------------------------------- |
| Supervittoria 800                                   |                                          | Melita I Melita II                       | Włochy                                   | 1999                                     | Zbudowane w roku 1998 przez Vittoria Naval Shipyard, Adria (RO), Włochy. |                                          |
| Szybkie łodzie pontonowe sztywnokadłubowe           |                                          |                                          |                                          |                                          | |                                          |
| FB Interceptor                                      |                                          | P01                                      | Włochy                                   | 2006                                     | Zbudowana w FB Design w Annone Brianza (Lecco), Włochy. Używana przez Zespół Szybkiego Reagowania (Rapid Deployment Team - RDT), jednostkę egzekwującą przestrzegane prawa morskiego oraz odpierającą terrorystyczne działania na morzu. |                                          |
| Boomeranger                                         |                                          | P02 P03 P04                              | Finlandia                                | 2012                                     | Zakupione z funduszy Unii Europejskiej |                                          |
| Defender                                            |                                          | P05 P06                                  | Stany Zjednoczone                        | 2014                                     | Podarowana przez rząd Stanów Zjednoczonych |                                          |
| Okręty patrolowe (przybrzeżne: typ Austal, morskie) |                                          |                                          |                                          |                                          | |                                          |
| Austal                                              |                                          | P21 P22 P23 P24                          | Australia                                | 2010                                     | Zamówione w lutym 2009 roku i zbudowane przez Austal, Perth. Dwie z nich zwodowano 6 października 2009 roku i dostarczono w lutym 2010.                                                                                                  |                                          |
| Protector                                           |                                          | P51 P52                                  | Stany Zjednoczone                        | 2002 2004                                | Zbudowane w stoczni Bollinger (USA) |                                          |
| Diciotti (zmodyfikowana)                            |                                          | P61                                      | Włochy                                   | 2005                                     | Zbudowana przez Fincantieri S.p.A Italy w Muggiano Shipyard, P61 służy jako okręt flagowy Dywizjonu Morskiego. |                                          |
| Emer                                                |                                          | P62                                      | Irlandia                                 | 2015                                     | Zbudowana w roku 1979 jako LÉ Aoife (P22). Największy okręt Maritime Squadron |                                          |

## Przyszłość
W roku 2015 rząd maltański zamierzał powiększyć ilość jednostek pływających Dywizjonu Morskiego; morski okręt patrolowy P61 był obarczony patrolowaniem maltańskiego regionu Search and Rescue oraz wód terytorialnych Malty, wymagał również poważnego remontu.  Biorąc pod uwagę lukę sprzętową, jaka może powstać choćby podczas remontu jednostki, Irish Naval Service przekazała Malcie LÉ „Aoife”, aby zmniejszyć obciążenie obowiązkami P61. W związku z tym rząd zaanonsował, że „ogłosi przetarg na budowę okrętu, dostosowanego do potrzeb Malty”, który kosztowałby około 40 milionów euro, częściowo finansowanego z Funduszu Granic Wewnętrznych Unii Europejskiej. Nowy okręt będzie mieć z grubsza możliwości podobne do P61, będzie większy, o dłuższej wytrzymałości i będzie zawierał lądowisko dla śmigłowców.

## Jednostki wycofane ze służby
Lista jednostek pływających wycofanych ze służby w Siłach Zbrojnych Malty:
| Typ                                | Zdjęcie                       | Oznaczenie                    | Kraj pochodzenia              | Początek służby w AFM         | Koniec służby w AFM           | Informacje dodatkowe |
| Patrolowe jednostki pływające      | Patrolowe jednostki pływające | Patrolowe jednostki pływające | Patrolowe jednostki pływające | Patrolowe jednostki pływające | Patrolowe jednostki pływające | Patrolowe jednostki pływające |
| ---------------------------------- | ----------------------------- | ----------------------------- | ----------------------------- | ----------------------------- | ----------------------------- | --- |
|                                    |                               | C21                           | Malta                         | 1971 lub 1973                 |                               | Zbudowana w Malta Drydocks dla służb celnych |
| Swift                              |                               | P23 (ex-C23) P24 (ex-C24)     | Stany Zjednoczone             | 1971                          | 2010                          | Zbudowane w roku 1967 jako USA C6823 (PCF-813) oraz USA C6824 (PCF-816). Przeniesione z United States Coast Guard w roku 1971. W roku 2012 „P24” powróciła do USA, znajduje się teraz w Maritime Museum of San Diego. „P23” od roku 2014 znajduje się na Hay Wharf.                  |
|                                    |                               | C25 C26                       | Jugosławia                    | 1975-1976                     | ok. 1990                      | Byłe jednostki libijskiej straży celnej, zbudowane w Jugosławii pod nazwami: - nieznana (C25) - „Tariq” (C26) |
| Equity                             |                               | P25 (ex-C25) P26 (ex-C26)     | Stany Zjednoczone             | 1991                          | ok. 2000                      | Byłe jednostki pływające National Oceanic and Atmospheric Administration, oznaczone 1255 oraz 1257 |
|                                    |                               | C27 C28 C29                   | Niemcy                        | 1972                          | lata 1980.                    | Zbudowane w latach 1952-1956 jako jednostki straży celnej o nazwach: - „Brunsbuttel” (C27) - „Geier” (C28) - „Kondor” (C29) „C28” pływa teraz w Captain Morgan Cruises jako prom „Seahawk”.                                                                                          |
| Farwa                              |                               | C28 C29                       | Wielka Brytania               | 1978                          | 1992 1989                     | Byłe jednostki libijskiej straży celnej, zbudowane w Wielkiej Brytanii w latach 1967-68 pod nazwami: - „Arrakib” (C28) - „Akrama” (C29) |
| Kondor I                           |                               | P29 P30 P31                   | NRD                           | 1997 1992                     | 2004                          | Zbudowane w stoczni Peene-Werft w latach 1968-1970 jako trałowce pod nazwami: - „Boltenhagen” (P29) - „Ueckermuende” (P30) - „Pasewalk” (P31) P29 i P31 zostały w latach 2007 i 2009 zatopione jako miejsca do nurkowania. Od roku 2013 była P30 znajduje się w Marsa do złomowania. |
| Bremse                             |                               | P32 P33                       | NRD                           | 1992                          | 2012 2005                     | Zbudowane w VEB Yachtwerft Berlin w latach 1971-1972 „P33” została wycofana ze służby w roku 2005, i w roku 2021 została zatopiona koło Zonqor Point (Marsaskala) jako sztuczna rafa. „P32” została wycofana ze służby w roku 2012.                                                  |
| Litoraneo                          |                               | P34 P36 P37                   | Włochy                        | 1992                          |                               | Zbudowane przez Baglietto w latach 1950. dla włoskiej Guardia di Finanza pod nazwami: - „GL 314” (P34) - „GL 326” (P36) - „GL 316” (P37) |
| Kalnik                             |                               | P38 (ex-C38) P39 (ex-C38)     | Jugosławia                    | 1982                          |                               | Przekazane przez Jugosławię |
| Jednostki poszukiwawczo-ratownicze |                               |                               |                               |                               |                               | |
| RAF 1600                           |                               | C20                           | Wielka Brytania               | lata 1980.                    |                               | Była jednostka RAF-u Search and Rescue Force 1654. Od roku 2011, wycofana ze służby, spoczywa porzucona w Marsaxlokk. |
| RAF 1300                           |                               | C21                           | Wielka Brytania               | lata 1980.                    |                               | Była jednostka RAF-u Search and Rescue Force |
| RAF 2700                           |                               | C68 C71                       | Wielka Brytania               | 1978                          |                               | Byłe jednostki RAF-u Search and Rescue Force 2768 oraz 2771 |
| Barka desantowa                    |                               |                               |                               |                               |                               | |
| Łódź Higginsa                      |                               | LC1                           | Stany Zjednoczone             |                               |                               | |